# Championnat du monde des rallyes-raids 2009
Navigation
2008 2010
Le championnat du monde des rallyes-raids 2009 est l'édition 2009 du championnat du monde des rallyes-raids organisé par la FIM. Il comporte 6 manches au calendrier.

## Calendrier et règlement

### Manches du championnat[1]
- L'Abu Dhabi Desert Challenge aux Émirats arabes unis.
- Le Rallye de Tunisie.
- Le Sardegna Rally Race (en) en Italie.
- Le Rallye dos Sertões au Brésil.
- Le Rallye des Pharaons en Égypte.
- Le Rallye du Maroc.

## Résultats
| Manche | Rallye                                                         | Podium | Podium                      | Podium               | Podium                      |
| Manche | Rallye                                                         | Pos.   | Pilote                      | Pilote F             | Pilote Quad                 |
| ------ | -------------------------------------------------------------- | ------ | --------------------------- | -------------------- | --------------------------- |
| 1re    | Abu Dhabi Desert Challenge 22 - 27 mars résultats détaillés    | 1er    |                             |                      |                             |
| 1re    | Abu Dhabi Desert Challenge 22 - 27 mars résultats détaillés    | 2e     |                             |                      |                             |
| 1re    | Abu Dhabi Desert Challenge 22 - 27 mars résultats détaillés    | 3e     |                             |                      |                             |
|        |                                                                |        |                             |                      |                             |
| 2e     | rallye de Tunisie 22 avril - 2 mai résultats détaillés         | 1er    | Cyril Despres               |                      | Lionel Lainé                |
| 2e     | rallye de Tunisie 22 avril - 2 mai résultats détaillés         | 2e     | Marc Coma                   |                      | Camélia Liparoti            |
| 2e     | rallye de Tunisie 22 avril - 2 mai résultats détaillés         | 3e     | Francisco Lopez             |                      | Vladimir Marugov            |
|        |                                                                |        |                             |                      |                             |
| 3e     | Sardegna Rally Race (en) 27 mai - 1er juin résultats détaillés | 1er    | Cyril Despres               | Erika Burioli        | Lionel Lainé                |
| 3e     | Sardegna Rally Race (en) 27 mai - 1er juin résultats détaillés | 2e     | Andrea Mancini              | Enrica Perego        | Pietro Fogliani             |
| 3e     | Sardegna Rally Race (en) 27 mai - 1er juin résultats détaillés | 3e     | Olivier Pain                | Virginie Premat      | Karim Dilou                 |
|        |                                                                |        |                             |                      |                             |
| 4e     | Rallye dos Sertões 23 juin - 3 juillet résultats détaillés     | 1er    | José Hélio Rodrigues        |                      | Cristiano Batista           |
| 4e     | Rallye dos Sertões 23 juin - 3 juillet résultats détaillés     | 2e     | Jacek Czachor               |                      | Carlo Giovanni Collet       |
| 4e     | Rallye dos Sertões 23 juin - 3 juillet résultats détaillés     | 3e     | Dimas Mattos                |                      | Marcio José Pessoa Oliveira |
|        |                                                                |        |                             |                      |                             |
| 5e     | Rallye des Pharaons 3 - 11 octobre résultats détaillés         | 1er    | Cyril Despres               | Silvia Gianneti      | Camélia Liparoti            |
| 5e     | Rallye des Pharaons 3 - 11 octobre résultats détaillés         | 2e     | Luca Manca                  | Camélia Liparoti     | Lionel Lainé                |
| 5e     | Rallye des Pharaons 3 - 11 octobre résultats détaillés         | 3e     | Jakub Przygoński            |                      | Giovanni Oliva              |
|        |                                                                |        |                             |                      |                             |
| 6e     | Rallye du Maroc 24 - 30 octobre résultats détaillés            | 1er    | Marc Coma                   | Camélia Liparoti     | Lionel Lainé                |
| 6e     | Rallye du Maroc 24 - 30 octobre résultats détaillés            | 2e     | Anders Nor Ullevalseter Pal |                      | Vincent Albira              |
| 6e     | Rallye du Maroc 24 - 30 octobre résultats détaillés            | 3e     | Cyril Despres               |                      | Camélia Liparoti            |
|        |                                                                |        |                             |                      |                             |
|        | Classement mondial                                             | 1er    | Cyril Despres KTM           | Camélia Liparoti KTM | Lionel Lainé KTM            |
|        |                                                                |        |                             |                      |                             |